# Palaquium laevifolium
Palaquium laevifolium är en tvåhjärtbladig växtart som först beskrevs av George Henry Kendrick Thwaites, och fick sitt nu gällande namn av Adolf Engler. Palaquium laevifolium ingår i släktet Palaquium och familjen Sapotaceae. IUCN kategoriserar arten globalt som akut hotad.
Artens utbredningsområde är Sri Lanka. Inga underarter finns listade i Catalogue of Life.